# Jeff Schaffer
Jeff Schaffer est un réalisateur, producteur et scénariste américain.

## Télévision
Schaffer a écrit plusieurs épisodes de la sitcom Seinfeld, dont il a été producteur exécutif de la neuvième saison. Il a également effectué divers autres tâches pour cette série.
Schaffer a réalisé et été producteur exécutif de plusieurs épisodes de Larry et son nombril. Il a co-créé avec sa femme Jackie Schaffer (en) la sitcom The League.

## Cinéma
Schaffer a écrit et réalisé Eurotrip (2004) et a scénarisé Le Chat chapeauté (2003).